# Yadboro River
Der Yadboro River ist ein Fluss im Südosten des australischen Bundesstaates New South Wales.
Er entspringt an den Nordhängen des Curockbilly Mountain im Budawang-Nationalpark und fließt zunächst nach Norden. Nördlich des Wirritin Mountain wendet er seinen Lauf nach Westen und mündet auf der Yadboro Flat in den Clyde River.
Der gesamte Flusslauf liegt, mit Ausnahme der Mündung, im unbesiedelten Budawang-Nationalpark. Es gibt auch keine Straßen im Flusstal.